# Gammarus pecos
Gammarus pecos là một loài giáp xác thuộc họ Gammaridae. Nó là loài đặc hữu của Hoa Kỳ.